# Византийская сигиллография

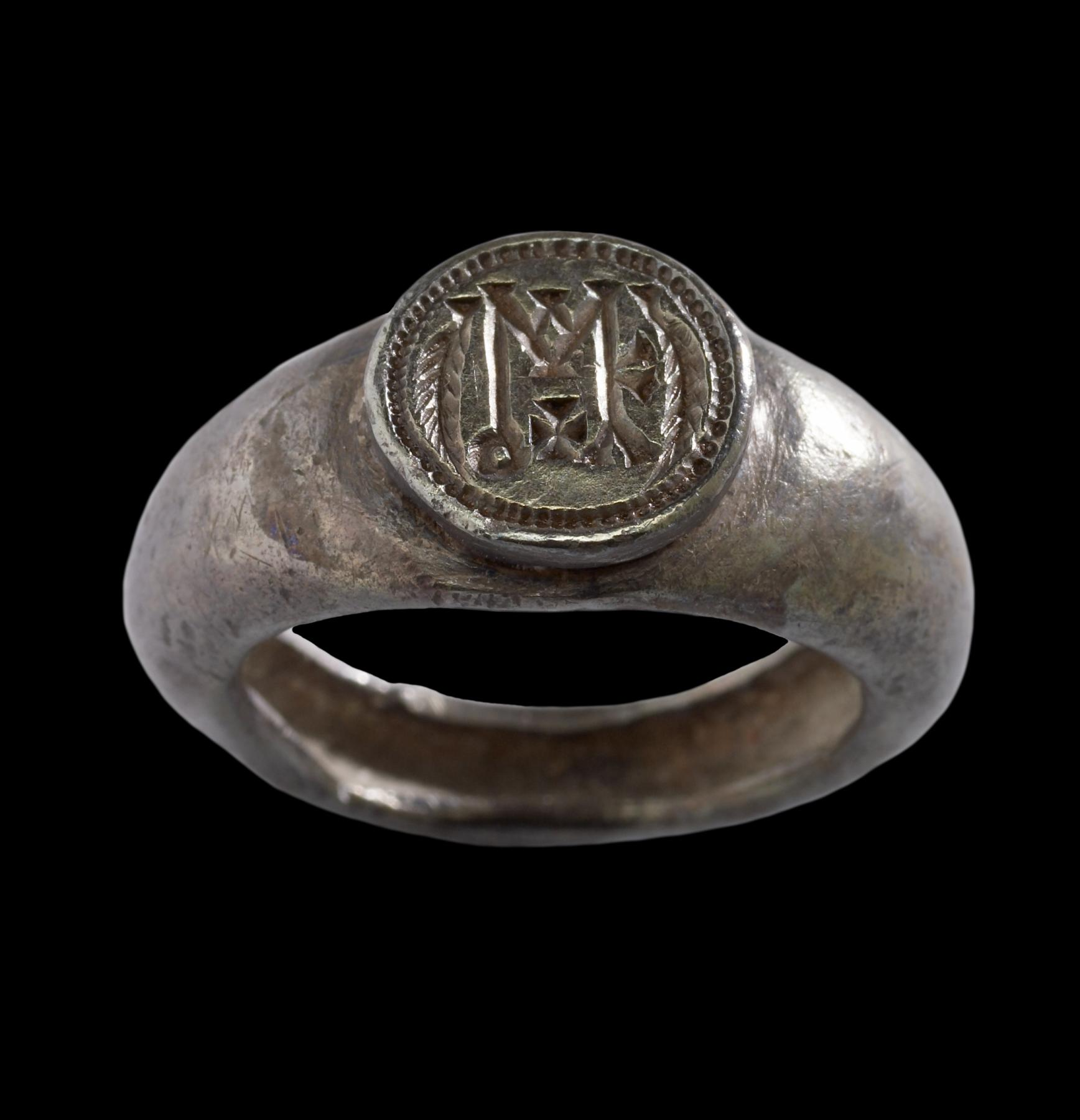
Серебряное кольцо с печатью, VI век

Византийская сигиллография — раздел византинистики, посвящённый изучению надписей на византийских печатях, их датировке и интерпретации. Большая часть сохранившихся печатей изготовлена из свинца, однако они изготавливались также и из драгоценных металлов. Право использования золотых печатей принадлежало исключительно императору, который таким образом подтверждал хрисовулы, то есть важные государственные документы или послания к главам иностранных государств. Таких печатей сохранилось около 40, по сравнению с примерно 60 000 известных свинцовых (моливдовулов). Ещё меньше известно печатей из серебра. В разные периоды византийской истории печати несли различную информацию о своих владельцах. Ранние печати обычно содержали имя владельца в родительном падеже или монограмму. Нередки были и печати с разнообразными фигуративными изображениями, но в период иконоборчества (VIII — первая половина IX века) они исчезают. Помимо изображения, разработаны и другие критерии для датировки печатей, например по оформлению края печати.
Наряду с сохранением тайны корреспонденции, основным назначением печатей было подтвердить личность своего владельца. Значительное количество делает печати важным источником для просопографических исследований, как светских, так и церковных. Печати с указанием должности владельца позволяют сделать выводы о развитию византийских бюрократических институтов или административно-территориального деления. Все печати имеют круглую форму, но различаются размером. Наибольшие достигают 55—60 мм в диаметре, как правило, с целью вместить длинное перечисление титулов и должностей.
До XVIII века византийские свинцовые печати не изучались специально, и являлись объектами коллекционирования наряду с монетами и медалями. Впервые они были рассмотрены в книге итальянского антиквара Франческо Фикорони «I Piombi antiqui» (1740). Ряд работ было издано в XIX веке: Никола Маршана (1851), Эммануэля Миллера (1867) и Жюстена Сабатье (1858). Основополагающей работой в византийской сигиллографии считается вышедшая в 1884 году монография Гюстава Шлюмберже, непосредственным предшественником которой стал доклад немецкого ориенталиста Андреаса Мордтмана. Помимо обширного обзора дисциплины, Шлюмберже также опубликовал около 5000 печатей, многие из которых ранее не публиковались. Начиная с этого времени регулярно публиковались каталоги крупных собраний византийских печатей. Идея французского византиниста Витальена Лорана издать весь корпус источников этого типа оказалась нереализованной. Его материалы были использованы при подготовке каталога крупнейшего собрания из 17 000 печатей, которым располагает американский центр византинистики Думбартон-Окс. Второй по размеру считается коллекция Государственного Эрмитажа, насчитывающая 12 000—13 000 печатей. Основой этой коллекции стали моливдовулы, описанные Б. А. Панченко.
Как отмечает Гюстав Шлюмберже, среди встречающихся на печатях изображений наиболее распространён образ Богородицы. В посвящённых иконографии Богородицы работах Н. П. Лихачёва важное место занимали данные византийской сигиллографии.
С 1987 года выходит основанное Николаем Икономидисом периодическое издание «Studies in Byzantine Sigillography». После его смерти в 2000 году издание возглавил французский византинист Жан-Клод Шейне.